# 그립 (배드민턴)
배드민턴에서 그립(grip)은 경기를 하는 동안 득점을 위해 라켓을 쥐는 방법이다.

## 종류
- 언더그립(undergrip)
- 웨이브드(waved)
- 플랫(flat): 이스턴 백핸드 그립(Eastern Backhand grip)

## 그립 크기
그립 사이즈는 G1, G2, G3, G4, G5, G6 등 'G+숫자'로 표시된다. 그립 사이즈는 보통 그립의 끝에서 약 5cm 떨어진 지점에서 측정한 둘레값이다.
- G1는 93mm
- G2는 90mm
- G3는 87mm
- G4는 84mm
- G5는 81mm
- G6는 78mm

각 단계마다 그립의 둘레값은 3mm 차이가 난다. 즉, 뒤의 숫자가 커질수록 그립은 얇아진다. 위의 그립 사이즈 수치는 요넥스 기준이며, 라켓의 샤프트에 적혀 있는 경우도 있고,그립부분 태그에 적혀 있는 경우도 있다.